# Flor Silvestre
Guillermina Jiménez Chabolla (Salamanca, Guanajuato, México; 16 de agosto de 1930 - Villanueva, Zacatecas, México; 25 de noviembre de 2020), conocida como Flor Silvestre, fue una cantante y actriz mexicana.
Como cantante, entre sus canciones más recordadas se encuentran «Cielo rojo», «Renunciación», «Gracias», «Cariño santo», «Mi destino fue quererte», «Vámonos», «Cachito de mi vida», «Miel amarga», «Las noches las hago días», «Estrellita marinera» y «La basurita». Sus sencillos lograron escalar listas de popularidad como Mexico's Best Sellers de Cashbox y Latin American Single Hit Parade de Record World.
A la par, desarrollo una carrera como actriz. Hizo su debut en la película Primero soy mexicano (1950), dirigida y coprotagonizada por Joaquín Pardavé. Trabajó junto al director de cine mexicano, Ismael Rodríguez, con quien realizó dos películas: La cucaracha (1959), y Ánimas Trujano (1961), la segunda película mexicana nominada al Óscar a la mejor película de habla no inglesa, en la que compartió créditos estelares con el actor japonés Toshiro Mifune. También fue la protagonista e intérprete de la historieta La Llanera Vengadora. En 2013, la Asociación de Periodistas Cinematográficos de México (PECIME) la galardonó con la Diosa de Plata Especial por Trayectoria.

## Biografía y carrera

### 1930–1943: infancia
Guillermina Jiménez Chabolla nació el 16 de agosto de 1930 en Salamanca, ciudad y municipio del céntrico estado mexicano de Guanajuato, en la región conocida como El Bajío. Sus padres fueron don Jesús Jiménez Cervantes (fallecido en 1971), carnicero de oficio, y doña María de Jesús Chabolla Peña (fallecida el 5 de septiembre de 1993), de quienes heredó el talento vocal y el gusto por el canto. Sus abuelos maternos fueron don Felipe Chabolla y doña Inés Peña. Es la tercera de siete hermanos: antes de ella habían nacido Francisco «Pancho» y Raquel, y después de ella nacieron Enriqueta «La Prieta Linda» (con quien formó el Dueto Las Flores), José Luis, María de la Luz «Mary» (también cantante) y Arturo.
Desde pequeña soñó con ser cantante y actriz, prueba de ello son las pastorelas y las representaciones escolares que ella organizaba, además de las rancheras, pasodobles y tangos que se aprendía y cantaba en el patio de su casa en Salamanca: 

Desde los ocho años cantaba. Mi papá me hacía cantar porque oía mis canciones, y las canciones viejas me las aprendía completitas. Me subía a un árbol y cantaba en un limón, ya tenía mis pasos marcados en el limón, para subirme.

Por petición de su madre, quien deseaba residir en la capital del país, su padre trasladó la familia a la Ciudad de México, específicamente al barrio de Tepito. Sin embargo, Guillermina se quedó en Salamanca hasta que terminó la escuela primaria. Cuando al fin terminó la primaria y se reunió con su familia en la capital, sus padres la inscribieron en la Escuela Bancaria Comercial Milton, donde estudió secretariado.

### 1943–1949: inicios en radio y teatro
Cuando Guillermina tenía 13 años, su padre la llevó a ver una actuación del Mariachi Pulido en el Teatro del Pueblo del Mercado Abelardo L. Rodríguez. No se resistió y subió al escenario, en donde dijo que quería cantar. El director del mariachi se negó porque no acompañaba a aficionados, pero el dueño del teatro le dijo que viniera a la semana siguiente, con la promesa de dejarla cantar con un mariachi que contrataría del Tenampa. En el día de su debut como cantante, cantó «La canción mexicana», «Yo también soy mexicana» y «El herradero», y recibió una ovación de parte del público.
Poco después de ese exitoso debut, empezó a participar en la emisora XEFO, conocida como Radio Nacional de México. Durante sus inicios en la XEFO, comenzó a buscar un nombre artístico. Una de las primeras canciones que cantó en la radio fue «La soldadera», de la autoría de José de Jesús Morales, y el título de esa canción se convirtió rápidamente en su apodo, hasta que una mujer enfurecida dijo que ese apodo era suyo. Un famoso locutor llamado Arturo Blancas le recomendó el apodo de «La Amapola», por su parecido a una flor, y Guillermina decidió llamarse así, pero, al igual que había sucedido con el apodo anterior, una mujer, esta vez la hermana de la cantante La Panchita, dijo que el apodo era de ella. Finalmente, fue Blancas quien le puso el nombre artístico de «Flor Silvestre», ya que durante ese año una película del mismo nombre protagonizada por Dolores del Río se estaba estrenando. Ganó un concurso de aficionados en la estación de radio XEW, conocida como La Voz de América Latina desde México, y su carrera despegó. Recibió muchos contratos a partir de entonces.
Gracias a su participación en el concurso de la XEW, fue contratada para formar parte del elenco del Teatro Colonial, ubicado en la Avenida San Juan de Letrán (hoy Eje Central Lázaro Cárdenas), «considerado como el [teatro] más popular de México porque está frecuentado desde siempre por la gente que nunca ha podido pagar precios altos de otros teatros», según el periodista Armando de María y Campos. En ese teatro alternó con comediantes como Jesús Martínez «Palillo» en revistas en las que ella cantaba.
El 20 de noviembre de 1946, encabezó el programa artístico de la inauguración del Cine Teatro Juárez de Guadalajara, y el periódico tapatío El Informador la describió de la siguiente manera: «Flor Silvestre, joven cancionera de X.E.W. que representa el sentir de nuestra tierra dentro de la melodía ranchera».
A fines de los años cuarenta, entre 1947 y 1949, realizó una larga gira por todo Centro y Sudamérica, llegando a actuar hasta Argentina, donde fue presentada por el famoso artista argentino Hugo del Carril.

### 1950–1952: debut cinematográfico y primeros discos
| «Elogiamos sin reservas a la joven cancionera «Flor Silvestre», porque su carrera radiofónica, aunque rápida, está hecha a base de esfuerzo, constancia y estudio. Siempre que escuchamos sus programas confirmamos que no se abandona a los éxitos pasajeros y fáciles, sino que busca superarse. Es así como se llega a la meta. Es así como se hace prestigio. Es así como se triunfa.» —Mónica Fio, en un extracto de la sección Micrófono de El Siglo de Torreón (9 de abril de 1950) |

Cuando regresó a México, cantó en el prestigioso centro nocturno El Patio, y fue allí donde atrajo la atención de los grandes empresarios del medio artístico. Emilio Azcárraga Vidaurreta la contrató para conducir y cantar en el programa Increíble pero cierto en el Estudio Verde y Oro de la XEW. Gregorio Walerstein, un productor de origen judío apodado «el zar del cine mexicano», la contrató para estelarizar cinco películas. Discos Columbia de México la contrató para grabar sus primeros discos.

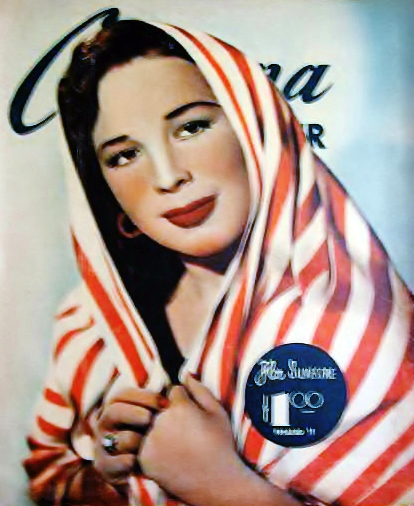
Silvestre, en la portada de la revista Cinema Reporter, febrero de 1950.

En febrero de 1950, formó parte del elenco «numeroso, híbrido, pero útil» de la obra ¡A los toros!, de Paco Malgesto, en el Teatro Tívoli. Flor hizo su debut cinematográfico en abril con la película Primero soy mexicano, compartiendo créditos junto a los actores y cantantes; Luis Aguilar y Francisco Avitia. Tras el éxito de esta cinta, volvería a trabajar con Aguilar y Avitia en el filme El tigre enmascarado de 1951. También este año, Silvestre grabó sus primeros discos en los estudios de la compañía Discos Columbia de México. Entre estas grabaciones figuran sus primeros éxitos: «Imposible olvidarte», «Que Dios te perdone (Dolor de ausencia)», «Pobre corazón», «Viejo nopal», «Guadalajara» y «Mi amigo el viento» con el Mariachi de Gilberto Parra; y «Siempre el amor», «Con un polvo y otro polvo», «Adoro a mi tierra», «La presentida», «Llorar amargo» y «Oye morena» con el Mariachi de Rubén Fuentes. También formó el Dueto Las Flores con su hermana La Prieta Linda y grabaron para Columbia las rancheras «Los desvelados» y «Lo traigo en la sangre» con el Mariachi de Rubén Fuentes.
En 1952, fue una de las «figuras tan connotadas» encargadas de interpretar canciones de José Alfredo Jiménez en un homenaje radiofónico al compositor difundido por la XEW. En el mismo año, se estrenaron El lobo solitario, La justicia del lobo y Vuelve el lobo, trilogía en la que alternó con Dagoberto Rodríguez y Rosa de Castilla, entre otros.

### 1955–1959: regreso al medio artístico

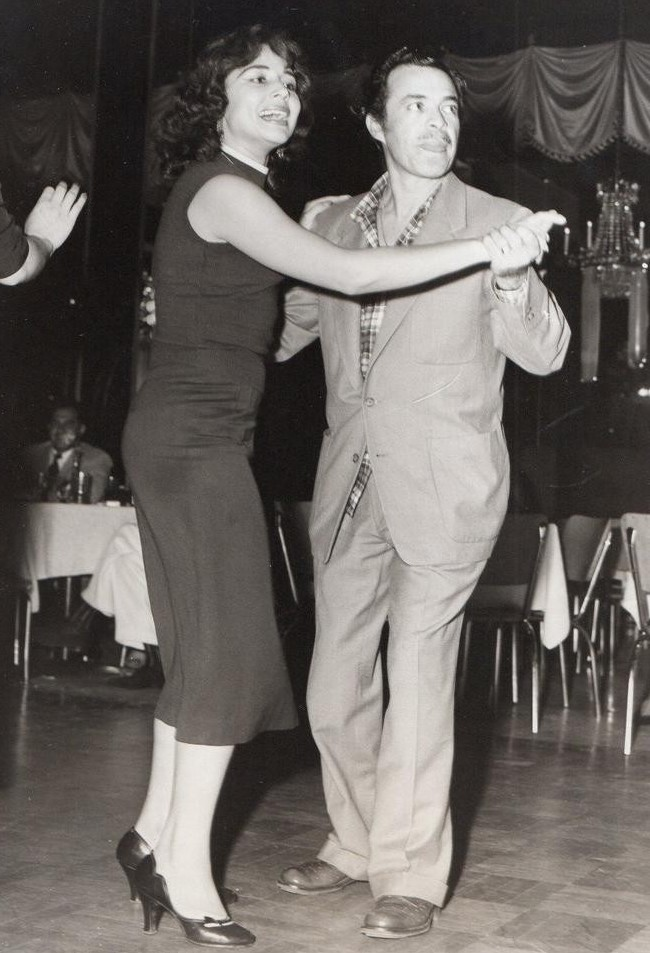
Silvestre bailando con Germán Valdés, en 1955.

En enero de 1955, estelarizó el espectáculo radiofónico Su programa Calmex, junto a Miguel Aceves Mejía, el Trío Tariácuri, las Hermanitas de Alba y dos mariachis. En julio del mismo año, participó en La hacienda de Carrillo, obra inaugural del nuevo Teatro Ideal, con Ana Bertha Lepe, Gloria Mestre y Nacho Contla.
En 1956, se estrenaron sus primeras películas en color (La doncella de piedra y Rapto al sol) y la primera película en la que compartió créditos con Antonio Aguilar (La huella del chacal). También tuvo un papel estelar en El bolero de Raquel, en la que interpretó a la madre del ahijado de Cantinflas.
En 1957, grabó su primera versión de «Cielo rojo», con el Mariachi Vargas de Tecalitlán, para la RCA Víctor. Esta grabación se editó en el lado A de discos sencillos de 78 y 45 revoluciones con «¡Qué padre es la vida!», otro huapango de la autoría de los hermanos Záizar, en el lado B. El disco fue todo un éxito y Flor Silvestre cantó estos dos huapangos en varias películas.
En mayo de 1957, debutó con gran éxito en la televisión con una actuación en el teleteatro Secreto de familia, al lado de Sara García y Miguel Arenas. En diciembre de ese año, participó en un programa de la serie radiofónica Así es mi tierra en homenaje al compositor Pedro Galindo.
En 1958, lanza a la venta Flor Silvestre, su primer álbum de estudio con Discos Musart, que contiene los éxitos «El ramalazo», «¡Qué bonito amor!», «La flor de la canela», «Échame a mí la culpa», «¡Ay el amor!», «Lágrimas del alma» y «Amémonos», entre otras canciones.
En la noche del 4 de febrero de 1958, tuvo un «éxito sin precedentes» con su presentación en el Cabaret La Mina, la cual llenó «completamente» y «le prodigó continuas y entusiastas ovaciones, obligándola a bisar varias veces». En el mismo año, tuvo una actuación especial en la película de Germán Valdés «Tin Tan» ¡Paso a la juventud..!, en donde cantó «¡Qué padre es la vida!».
Pueblo en armas, El hombre del alazán y La cucaracha, tres de sus películas más notables, fueron estrenadas en 1959. En la primera, un drama de la revolución mexicana aclamado por la crítica, encabezó a un elenco multiestelar. En la segunda, basada en un corrido de Cuco Sánchez, interpretó a una cancionera enamorada del personaje principal (Fernando Casanova) y cantó varias canciones junto a otras estrellas de la música ranchera como el mismo Sánchez, José Alfredo Jiménez, el Trío Calaveras, Matilde Sánchez «La Torcacita» y Luis Pérez Meza, entre otros. En la tercera, otro drama revolucionario, tuvo un papel secundario como la joven cancionera Lola quien canta «La chancla» a dueto con el personaje interpretado por María Félix.

### 1960–1970: grabaciones para «Musart Records»,Ánimas Trujanoy varios discos
1960 fue el año en que se estrenó el mayor número de sus películas (10), entre ellas varias comedias: El gran pillo con Adalberto Martínez «Resortes», Dos locos en escena con Marco Antonio Campos «Viruta» y Gaspar Henaine «Capulina», Las hermanas Karambazo y Poker de reinas con Manuel «El Loco» Valdés, Las tres coquetonas con Demetrio González, De tal palo tal astilla con Luis Aguilar y Eulalio González «Piporro», y Los fanfarrones con Miguel Aceves Mejía.
En 1961, grabó su segunda y más conocida versión de su éxito «Cielo rojo» con el Mariachi México de Pepe Villa. Esta versión fue incluida en el segundo álbum de estudio de Flor Silvestre con Musart, Flor Silvestre con el Mariachi México. El álbum incluye otros éxitos como «Pa' todo el año», «Renunciación», «Desolación», «El peor de los caminos», «Aquel inmenso amor» y «Para morir iguales».

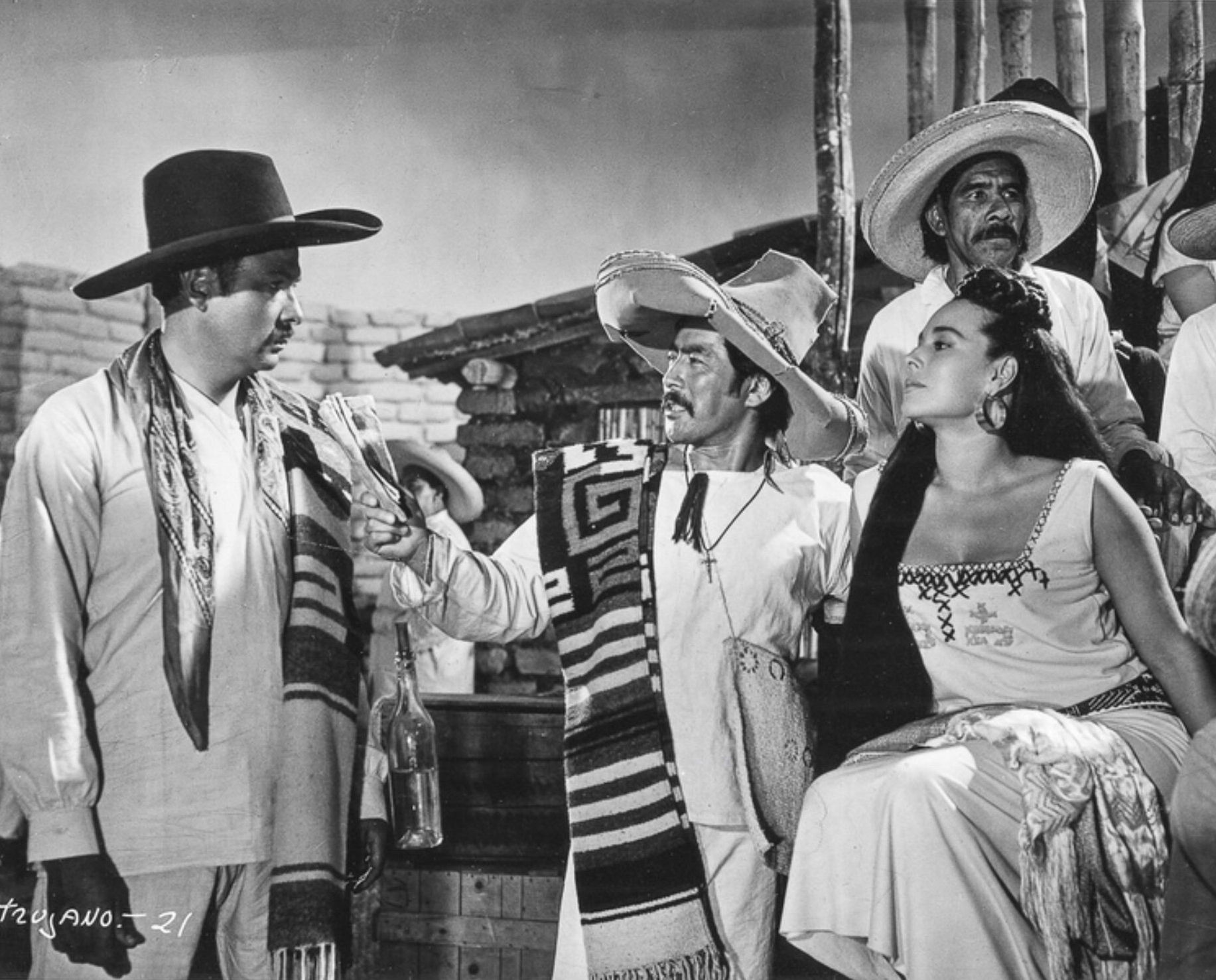
De izquierda a derecha: Antonio Aguilar, Toshirō Mifune y Silvestre, en Ánimas Trujano (1961).

Su papel más destacado e internacionalmente importante en el cine es el de Catalina en Ánimas Trujano (1961), la segunda película mexicana nominada al premio Óscar a la mejor película extranjera. Catalina es una indígena oaxaqueña que utiliza su belleza y sensualidad para provocar al protagonista, interpretado por el actor japonés Toshirō Mifune, quien se convierte en su amante, hasta que es apuñalada por Juana (Columba Domínguez), la esposa de Ánimas. El crítico estadounidense Bosley Crowther, del New York Times, mencionó la interpretación de Flor Silvestre en su reseña de la película. Críticos de cine han calificado la actuación de Flor Silvestre como una de «las cualidades que tuvo [Ánimas Trujano] para merecer varios Arieles».
Con su tercer esposo, Antonio Aguilar, actuó en más de una docena de películas rancheras basadas en héroes folklóricos y revolucionarios y sus «corridos».

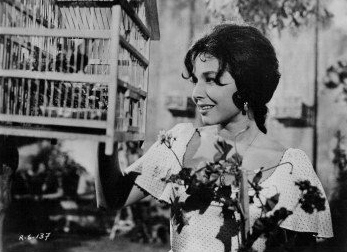
Flor Silvestre, en El revólver sangriento (1964).

En 1964, lanzó a la venta su tercer álbum con Musart, Flor Silvestre con el Mariachi México, vol. 2. Este álbum contiene los éxitos «Gracias», «Perdí la partida», «Bendición de Dios», «Árboles viejos», «Te digo adiós», «Un jarrito», «Quédate esta vez» y «Plegaria».
También en ese año grabó su cuarto álbum con Musart, La sentimental Flor Silvestre, que tiene la distinción de ser su primer álbum sin mariachi, ya que la acompañó la guitarra de Chamín Correa. Este disco también es relevante en la carrera discográfica de Flor Silvestre porque es el primero en donde canta boleros con conjunto y porque incluye uno de sus más grandes éxitos rancheros, «Mi destino fue quererte». Ella cantó la canción en la película Juan Colorado, en donde tuvo una actuación especial. En el mismo año, ella y Javier Solís fueron los «boleristas rancheros mejor cotizados», según datos recopilados de varias encuestas realizadas en el medio artístico de México.

Hay una canción que siempre me piden que la cante y es mi canción consentida. Es una canción que yo oía allá en mi tierra. Yo soy de un pueblito que se llama Salamanca, en el estado de Guanajuato, allá en México. Yo la escuchaba cuando estaba allá viviendo todavía, y se me hacía como muy tristona, como que sentía nostalgia al escucharla, y yo pensaba: «Algún día, yo voy a grabar esta canción, y voy a hacer películas, y voy a hacer discos».
Flor Silvestre hablando de «Mi destino fue quererte» en un concierto en Bogotá, Colombia, en 1992.

En julio de 1966, consiguió otro éxito con su versión de «Celosa», vals del compositor argentino Pablo Rodríguez, disco que vendió una gran cantidad de copias. Este vals fue el que le dio el nombre al sexto álbum de Flor Silvestre con Musart, Celosa con Flor Silvestre y otros éxitos.
En marzo de 1967, su interpretación del bolero «Hambre» tuvo fuerte éxito con el público y, en ese tiempo, alternaba sus actuaciones en una serie de televisión y en la filmación de la película El ojo de vidrio (1969). «Hambre» fue una de las canciones del álbum Boleros rancheros con la acariciante voz de Flor Silvestre.
En 1968, grabó el álbum Flor Silvestre, vol. 8, con arreglos del guitarrista Antonio Bribiesca y del maestro Gustavo A. Santiago. Acerca del álbum, la revista Record World en su sección «Latin American Album Reviews» escribió: «Con su muy vendedor estilo, Flor Silvestre sigue cosechando éxitos». En marzo de 1970, el disco sencillo que contiene «Pobre de mi corazón» (uno de los temas del álbum) y «Como el viento» encabezó la lista Record World Sencillos de Impacto.

### 1970–1989: últimas películas y varios géneros musicales
Fue a principios de esta década cuando lanzó a la venta su primer álbum de boleros: Flor Silvestre y las canciones de sus tríos favoritos, que después sería reeditado como Sus canciones favoritas... con Flor Silvestre y Mis boleros favoritos. La revista estadounidense Cashbox incluyó el disco en su sección «Latin Picks» y escribió que el álbum es «una obra maestra para los amantes del bolero latinoamericano».
En 1972, grabó dos álbumes: Una gran intérprete y dos grandes compositores, con canciones de Cornelio Reyna y Ferrusquilla, y La voz que acaricia.
En 1973, grabó su segundo álbum de boleros: Canciones con alma, con arreglos del maestro Rigoberto Alfaro. Entre los temas del disco se encuentra su versión del bolero «Quisiera», del compositor yucateco Guty Cárdenas, que cantó en la película Peregrina, donde interpretó a Isabel Palma, esposa del político yucateco Felipe Carrillo Puerto (Antonio Aguilar). La revista estadounidense Billboard incluyó el disco en su sección «Top Album Picks» en la categoría de música latinoamericana.
En ese año también grabó su primer álbum de música norteña: La onda norteña de Flor Silvestre, con canciones de los compositores Cornelio Reyna, Margarito Estrada, Sofía Vega, Ángel Barragán Pérez, Darío Pichardo y Benjamín Sánchez Mota.

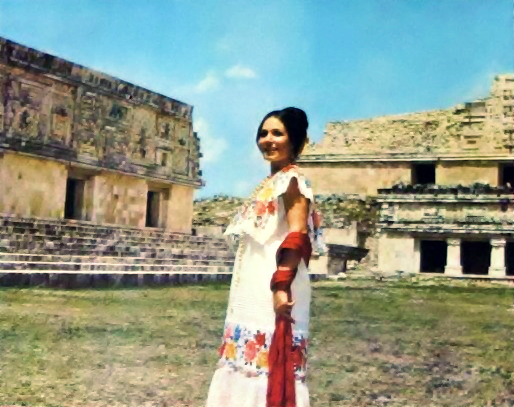
Silvestre en Uxmal, durante las filmaciones de Peregrina (1974).

En 1974, salió a la venta su álbum Con todo mi amor a mi lindo Puerto Rico, un homenaje a dos célebres compositores puertorriqueños: Rafael Hernández y Pedro Flores. El disco incluyó, entre otros temas, cuatro boleros de Hernández: «Campanitas de cristal», «Inconsolable», «No me quieras tanto» y «Silencio»; y tres boleros de Flores: «Obsesión», «Amor» y «Esperanza inútil».
Tuvo actuaciones especiales en Valente Quintero (1973) y Simón Blanco (1975), y papeles estelares en La yegua colorada (1973) y Mi caballo cantador (1979).

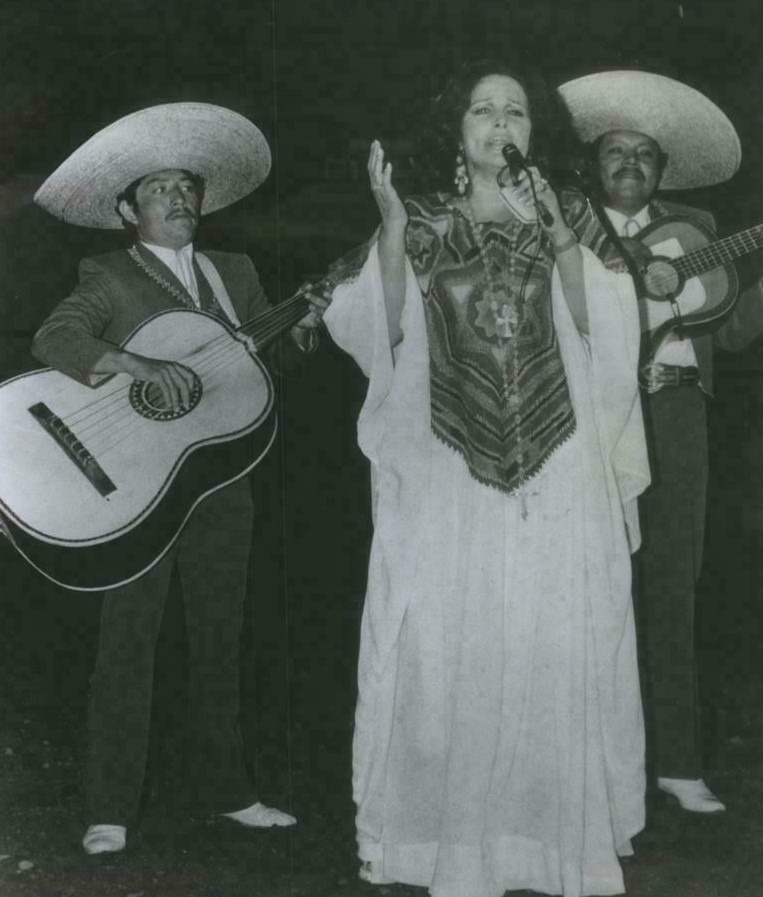
Silvestre durante una presentación, en 1976.

Sus éxitos musicales de esa década fueron canciones como «Las noches las hago días» (1971), «Solo con las estrellas» (1972), «Hastío» (1972), «Estrellita marinera» (1973), «Cruz de olvido» (1974), «La basurita» (1976), «Arrullo de Dios» (1977), «Ahora sí va en serio» (1978), entre otras.
En 1979, interpretó a la soldadera Delfina en Benjamín Argumedo, el rebelde y Persecución y muerte de Benjamín Argumedo.
En 1985, grabó su segundo álbum de música norteña, Flor Silvestre cantando norteño, y filmó para Televisa un videoclip de la primera canción del disco, «La piedrita», incluido en el videocasete Estrellas de la canción norteña.
En 1988, grabó su álbum No te pido más con la dirección artística de la compositora María Guadalupe Ramos y arreglos del maestro Gustavo A. Santiago. Este álbum contiene composiciones como «Me está faltando tu amor» y «Dime con quién», de Federico Méndez; «Siempre hace frío», de Cuco Sánchez; «No puedo vivir sin ti», «Es demasiado» y «Tú me querías», de Ricardo Ceratto; «No te pido más», «Cancionera de alma errante», «¡Cómo me gusta usted, señor!» y «Se te pasó la mano», de María Guadalupe Ramos; y «Es mejor perdonar», de Juan Gabriel.
En 1989, debutó en el género de banda al grabar tres canciones («Los mirasoles», «La rama» y «Quiero que sepas») con la Banda La Costeña de Ramón López Alvarado. Le dijo a la prensa: «Tenía mucho miedo de grabar con tambora, se me hacía demasiado sonido, mucho aparato, pero cuando grabé me encantó, me sentí feliz, y más por tratarse de la banda de don Ramón López Alvarado». Estas tres canciones se editaron ese año en el disco 15 éxitos con banda: Flor Silvestre, vol. 1.

### 1990–2020: trabajos finales
En 1990, Flor Silvestre filmó su última película, Triste recuerdo (estrenada en 1991), basada en el éxito del mismo nombre de Antonio Aguilar, una canción que ella le sugirió que grabara. Ella interpretó a Susana Guzmán, una mujer provinciana que se reencuentra con su verdadero amor (Aguilar), a quien dejó por pensar que él le había sido infiel. Después de filmar esta película, se retiró de manera definitiva de la actuación y del cine mexicano.
En 1991, salió a la venta su segundo álbum con acompañamiento de banda, esta vez con la Banda Sinaloense Ahome de Nacho Ibarra. El disco se tituló Flor Silvestre con tambora, y se grabó con los arreglos y la dirección artística de Gustavo A. Santiago. Se escogieron quince temas para formar el LP, entre los cuales se encuentran composiciones de Cuco Sánchez, José Alfredo Jiménez, Víctor Cordero, Consuelo Velázquez, Federico Baena y Chucho Monge.
En 1993, grabó para el sello Musart el disco compacto Me regalo contigo, cuyo título proviene del primer tema del álbum: una ranchera de Arnulfo M. Vega. Las diez canciones fueron grabadas con arreglos de Salomón Jiménez y Gustavo A. Santiago, y entre ellas destacan temas de los conocidos autores Gabriel Ruiz, Juan Záizar, Ana Gabriel y Rafael Orozco.
En 2010, lanzó a la venta el álbum, Soledad: canto a mi amado y a su recuerdo, que dedicó a Antonio Aguilar. Este disco contiene temas interesantes tales como: el bolero «Soledad», de Enrique Fabregat y Mario Molina; «Y llegaste tú», de Jesús de Noé Hernández; «El andariego» y «Luz de luna», de Álvaro Carrillo; «Amanecí en tus brazos» y «Las ciudades», de José Alfredo Jiménez; la milonga «Los ejes de mi carreta», de Atahualpa Yupanqui; y el pasillo «Sombras», entre otras composiciones.
El 9 de marzo de 2015, asistió al estreno de su documental, Flor Silvestre: su destino fue querer, en el Festival Internacional de Cine de Guadalajara en la Plaza de las Américas de Zapopan, Jalisco. En el documental fueron entrevistados Flor Silvestre, quien rememoró su carrera artística y su vida personal; sus cinco hijos, Dalia, Francisco, Marcela, Antonio y Pepe; y las cantantes Angélica María y Guadalupe Pineda.
En 2016, cantó su éxito «Para morir iguales» a dueto con su hijo Antonio, quien incluyó la grabación en una nueva edición de su álbum Caballo viejo.
En 2018, participó en el video musical «Cielo rojo» de su nieta la cantante Ángela Aguilar. En el video, Ángela visita el rancho El Soyate y camina por sus corredores, cuyas paredes contienen fotografías de Flor Silvestre en su juventud, y al final abraza a su abuela, quien le obsequia un regalo.
El 16 de agosto de 2019, el día de su cumpleaños, Flor estrenó un sencillo en el cual interpreta el tema «Gracias a la vida», de la cantautora chilena Violeta Parra. La grabación es una producción de Norberto Islas y cuenta con una orquesta de quince músicos.
El 20 de agosto de 2020, por medio del canal en YouTube de su hijo Pepe Aguilar, se publicó un vídeo donde Flor hizo una de sus últimas apariciones celebrando su cumpleaños junto a su familia.

## Vida personal
La hija primogénita de Flor Silvestre es la cantante y bailarina Dalia Inés Nieto. El padre de Dalia Inés fue Andrés Nieto, el primer marido de Flor Silvestre. El carácter irascible de Andrés y su afición al juego causaron el deterioro del matrimonio, que terminó en divorcio.

### Matrimonio con Paco Malgesto y divorcio
Alrededor de 1950, Silvestre se casó con el locutor y cronista taurino Francisco Rubiales «Paco Malgesto», quien más tarde se convertiría en un reconocido presentador y pionero de la televisión mexicana. Habían trabajado juntos en una revista teatral. El matrimonio procreó dos hijos: Marcela Rubiales (n. 1951), quien es cantante y actriz de cine, teatro y televisión, y Francisco Rubiales (n. 1952), quien trabaja en doblaje, subtitulaje y edición de video. Vivían en una casa en la colonia Lindavista. Una fuente afirma que Flor descubrió una infidelidad de Malgesto y por eso se separó de él. La pareja estaba en proceso de divorcio en julio de 1958. En enero de 1959, Flor declaró que Malgesto y ella llevaban seis meses viviendo separados y que no firmaría el divorcio hasta que Malgesto aceptara compartir con ella la patria potestad de sus hijos. Además, Flor dijo que la separación se debió a las repetidas infidelidades de Malgesto:

La verdad es que he tratado de salvar mi hogar durante nueve años. He tratado de ser una buena esposa, pues si no hubiese sido así, no habría tenido dos hijos. Hace cinco años, Paco y yo tuvimos el primer disgusto fuerte, por culpa de él, que falló lamentablemente en nuestro matrimonio. Sin embargo, traté de rehacer mi hogar, y creí que era verdad su arrepentimiento. Nada se logró.

Flor reveló que el divorcio fue «muy desagradable, no me gustaría volverlo a pasar porque fue una cosa muy triste. En aquel entonces hubo un periodista muy amarillista que empezó con los comentarios y fotografías». Después de varios años de pleitos legales, Malgesto no quiso compartir la patria potestad de sus hijos e impidió que Flor pasara tiempo con ellos. Ella veía a sus hijos y se comunicaba con ellos a escondidas de él. Flor recordó que fue «muy difícil para mí a pesar de que nunca los dejé de ver, pero afortunadamente ahora todos somos una familia. Mi marido [Antonio] los quiere como a Pepe y Toño».

### Relación y matrimonio con Antonio Aguilar
Silvestre conoció al cantante y actor Antonio Aguilar en 1950. Ella tenía un programa radiofónico en la XEW llamado Increíble pero cierto, y un día cantó en el programa un nuevo artista al que le decían «Toni» Aguilar. Para ese tiempo, Silvestre ya era una reconocida intérprete de la canción ranchera, pero Aguilar no se enamoró de ella porque, dijo en broma, «yo estaba cantando ópera, opereta y zarzuela, y ella cantaba cancioncitas raras: rancheras, de mariachi y esas tonaditas».
La primera película que hicieron juntos, La huella del chacal, se filmó en 1955. Se enamoraron durante la filmación de la película El rayo de Sinaloa, en 1957. Aguilar dijo: «Entonces descubrí en ella su sentimiento, su sentir, su limpieza, su hermosura por dentro y por fuera, su manera de pensar, su sentimentalismo, su delicadeza, su femineidad y no tuve más remedio que enamorarme de ella». Flor ya estaba separada de Malgesto cuando decidió iniciar una relación con Aguilar. Sin embargo, por una discusión que tuvo con Flor, Aguilar se casó con su novia anterior, la actriz Otilia Larrañaga, en 1958. Flor después aclaró: «Claro, yo ya tenía tiempo separada y él [Antonio] casi no vivió con su mujer. Más bien él se casó por despecho un día que nos enojamos, pero no vivió con ella».
Antonio Aguilar y Flor Silvestre formalizaron su relación al casarse por el civil en 1960. Tuvieron dos hijos que siguieron sus pasos. El mayor, Antonio Aguilar, hijo, nació el 9 de octubre de 1960. El menor, Pepe Aguilar, nació el 7 de agosto de 1968 en San Antonio, Texas. Los nietos de Flor Silvestre y Antonio Aguilar forman una nueva generación de artistas, entre ellos Majo Aguilar (hija de Antonio) y Leonardo Aguilar y Ángela Aguilar (hijos de Pepe). Aguilar le construyó a Silvestre una residencia en el rancho conocido como El Soyate, en el municipio de Villanueva, Zacatecas y al noreste del pueblo de Tayahua.
En 1963, Flor Silvestre y Antonio Aguilar organizaron en Tayahua la fiesta de quince años de Dalia Inés. En una entrevista para la revista Gente!, Dalia Inés habló acerca de su admiración por Antonio Aguilar: «Siempre lo quise como a mi papá. No me gusta ponerle a las cosas un nombre que no es, pero él me crio, me dio cariño y calor desde chica. Tiene todo mi cariño y respeto». También dijo: «De mi mamá y su esposo [Antonio Aguilar] aprendí que, aunque la vida te dé fortuna, nunca debes olvidar que te la dio el pueblo, que sus centavitos juntaron para ver tu espectáculo, por eso debemos dedicar nuestro trabajo a la gente».
Para casarse por la iglesia, la pareja tuvo que esperar hasta que sus matrimonios anteriores fueran anulados. La boda religiosa se celebró el 3 de marzo de 1990 en la hacienda antigua de los Aguilar en Tayahua, Zacatecas. Toño y Pepe fueron padrinos de anillos, mientras que Dalia Inés y Marcela fueron madrinas de lazo.
El compositor Jorge Arturo Salinas Cisneros les compuso al matrimonio la canción «Para siempre juntos», que Flor Silvestre grabó para su álbum Me regalo contigo (1994). «Tenía toda una carrera, pero optó por dedicar su vida a mí, a darme unos hijos. ¿Con qué le puedo pagar eso? Con mi persona, con mi amor», dijo Antonio Aguilar en 1998.
En 2007, Silvestre enviuda tras el fallecimiento de su marido, Antonio Aguilar, aquejado de neumonía, luego de casi 48 años de matrimonio. Posterior a esto, en 2012, la veterana cantante y actriz tuvo que ser sometida a una intervención quirúrgica para removerle un tumor cancerígeno en el pulmón. Su recuperación fue exitosa por un tiempo, pero siete años después vuelve a ser hospitalizada, en esta ocasión en un hospital de Aguascalientes, para un procedimiento cardíaco de cateterismo de urgencia.

## Muerte
El 25 de noviembre de 2020, un año después de su último ingreso hospitalario, Flor Silvestre falleció a los 90 años de edad por causas naturales en el Rancho El Soyate, en Zacatecas, rodeada de sus hijos y nietos. Su hija Marcela dijo: «Se quedó dormidita y no sufrió».
Su funeral fue llevado a cabo el día siguiente y fue enterrada en el «Rancho de Antonio Aguilar, El Soyate», al lado de la tumba de su esposo Antonio.

## Premios y homenajes
Estos son solo algunos de los reconocimientos que ha recibido Flor Silvestre a lo largo de su trayectoria:
- En 1966, Discos Musart le otorgó el premio Trébol de Oro por ser una de sus artistas de mayor venta en 1965.[89]

- En 1970, Discos Musart le otorgó otro Trébol de Oro por ser una de sus artistas de mayor venta en 1969.[90]

- En julio de 1972, ganó el premio de la revista estadounidense Record World a la Mejor Actor-Intérprete Femenina de México.[91]

- En diciembre de 1972, recibió una nominación para el premio Sol de Oro de Miami del Miami Beach International Exposition of Music Industry en la categoría de Intérpretes Folklóricos (Femenina).[92]

- En 1979, Asociación Nacional de Actores (ANDA) la galardonó con la Medalla Virginia Fábregas por más de 25 años de trayectoria artística.[93]

- En 2001, la Asociación Nacional de Actores (ANDA) la galardonó de nuevo, esta vez con la Medalla Eduardo Arozamena por más de 50 años de trayectoria artística.[94]

- En 2010, la vigésima primera edición del Día Mundial del Mariachi la distinguió con la Medalla Pedro Infante por «su destacada labor y difusión de la música mexicana». El director general dijo que ella es «una de las mejores voces mexicanas que defiende nuestras canciones».[95]

- En 2012, la Confederación de Organizaciones Ganaderas (CNOG) le otorgó una escultura de un toro de lidia por su contribución a la cultura mexicana.[96]

- En 2013, los Periodistas Cinematográficos de México A.C. (PECIME) le otorgaron el premio Diosa de Plata Especial por Trayectoria por sus más de 70 años de actividad artística,[97] la cual recibió de manos del actor Ignacio López Tarso.

Para mí es un gran honor y satisfacción personal entregarte esta presea, a una gran figura del cine mexicano que lo mismo a pie que a caballo, hizo las mejores películas de la industria cinematográfica de México.
Ignacio López Tarso

- En 2014, el Gobierno del Estado de Zacatecas le rindió un homenaje, en el cual también recibió un reconocimiento por su trayectoria artística, en el Teatro Calderón de la capital del estado como parte del Primer Festival del Corrido.[99] En la misma ceremonia, su hijo Pepe Aguilar reveló que le están preparando un libro biográfico, un documental y nuevo material discográfico.[100]

- El 1 de noviembre de 2014, acompañada de su hija menor, Marcela Rubiales, participó y fue reconocida por el Gobierno del Estado de Guanajuato en la primera Bohemia Cervantina, la cual se llevó a cabo en la Alhóndiga de Granaditas de la ciudad de Guanajuato.[101] Su aparición en el evento fue el «momento más emotivo de la noche».[102] Dijo estar contenta de volver a su tierra y sentirse orgullosa de ser guanajuatense, y explicó que su canción «Adoro a mi tierra» rinde homenaje a Salamanca y a Guanajuato. Interpretó su éxito «Mi destino fue quererte», «Y llegaste tú» (de su más reciente disco) y, al final del evento, «Caminos de Guanajuato».

¡Qué lindo estar aquí en este precioso estado de Guanajuato!, es mi estado, nací en Salamanca hace muchísimos años, pero adoro mi tierra.
Flor Silvestre, en la primera Bohemia Cervantina

- El 10 de marzo de 2015, el Centro Universitario de los Lagos (CULagos) de la Universidad de Guadalajara le rindió un homenaje y le entregó una placa conmemorativa en el histórico Teatro José Rosas Moreno de Lagos de Moreno, Jalisco.[103][104]

Flor Silvestre nos ha representado en las pantallas nacionales e internacionales, y nos ha dignificado a todos los mexicanos, por ello nos sentimos profundamente honrados de cada una de sus acciones, pero sobre todo, nos sentimos orgullosos de que comparta su presencia entre nosotros en este festival.
Rector de CULagos, Armando Zacarías Castillo

- El 25 de marzo de 2015, se le rindió un homenaje en el histórico Los Angeles Theatre del centro de Los Ángeles, California.[106] En el evento recibió un reconocimiento de Monitor Latino.

Tan merecido porque Flor es una gente adorable, una persona adorable, una mujer que hizo tantas películas, una belleza inaudita. Mi mamá era muy amiga de Flor, la queremos mucho.
Angélica María

- En mayo de 2015, el Gobierno del Estado de Aguascalientes le rindió un homenaje en el histórico Teatro Morelos de la ciudad de Aguascalientes.[108]

Agradecemos la distinción de que estén aquí con nosotros para compartir el documental Su destino fue querer y rendir este más que merecido tributo a doña Flor Silvestre, a la querida ‘Sentimental’, por sus 70 años de trayectoria artística, pero sobre todo por ser un ejemplo de inspiración para sus hijos, para sus nietos y para todos los mexicanos.
Carlos Lozano de la Torre, Gobernador de Aguascalientes

## Discografía

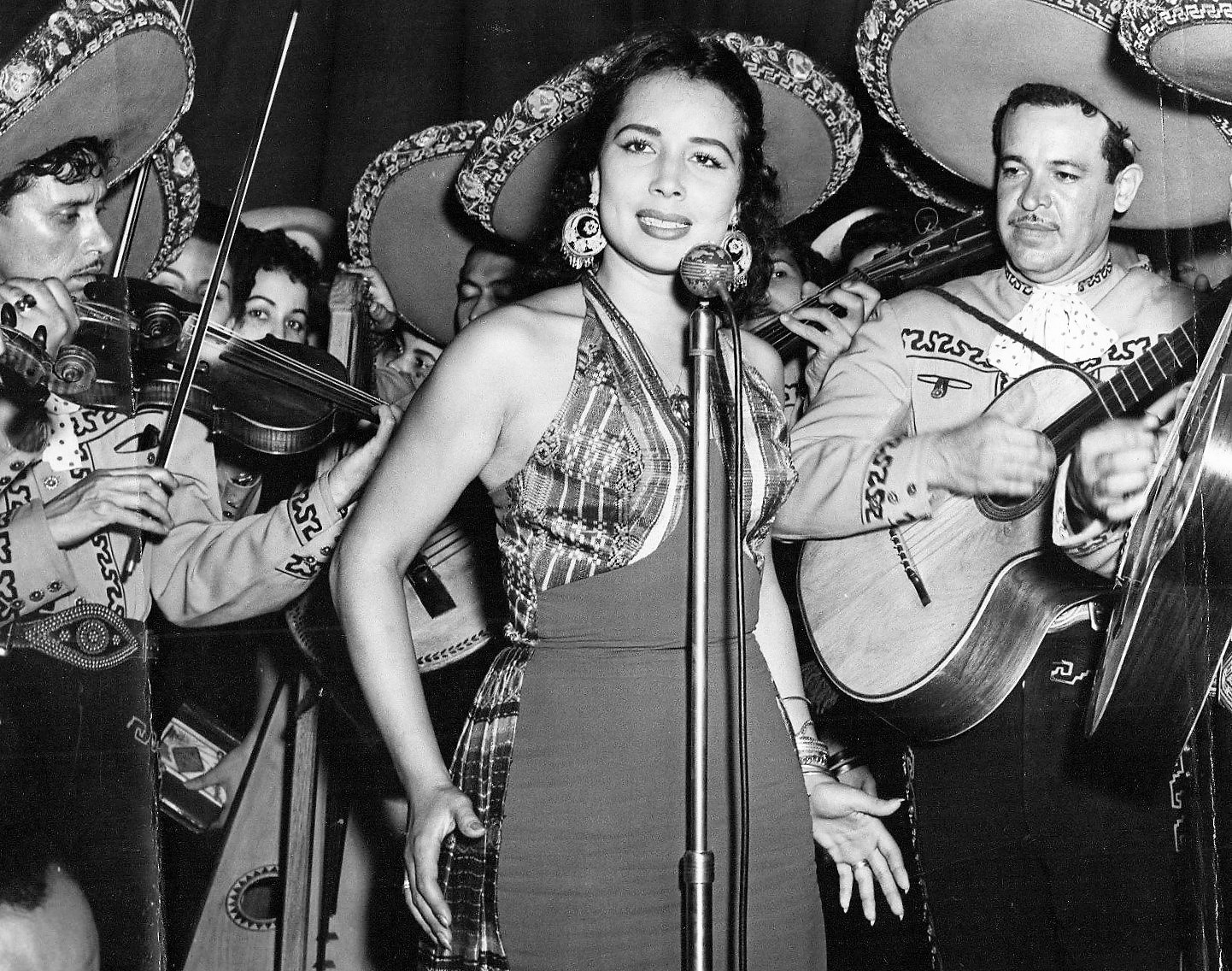
Flor Silvestre y el Mariachi Pulido en una presentación en la República Dominicana, en 1955.

Silvestre tiene una discografía extensa y variada, pues grabó con éxito canciones de diferentes géneros mexicanos y latinoamericanos, y su música ha sido editada y reeditada en todos los formatos: discos sencillos (singles) de 78 y 45 revoluciones por minuto; discos de doble duración (extended plays); discos de larga duración (long plays); casetes; discos compactos (CD); y MP3's.
Silvestre grabó sus primeros discos en 1950 para la compañía discográfica Discos Columbia de México. Estas grabaciones se editaron originalmente en discos sencillos de 78 revoluciones por minuto. Discos Okeh, sello subsidiario de Columbia, recopiló y reeditó diez de estas grabaciones en el disco de larga duración Flor Silvestre canta sus éxitos en 1964. Este álbum recopilatorio fue reeditado en formato digital por Sony Music Entertainment México en 2016.
Silvestre también grabó algunas canciones para Discos RCA Víctor en 1957. Entre estas grabaciones está un disco sencillo que contiene la primera versión de «Cielo rojo» en el lado A, y «¡Qué padre es la vida!» en el lado B.
En 1957, Silvestre firmó un contrato de exclusividad con Discos Musart. Entre sus primeras grabaciones para Musart están las canciones «Nuestro gran amor» y «Pajarillo de la sierra», incluidas en el álbum de banda sonora de las películas de Heraclio Bernal, y «Te he de querer», «La chancla» y «La Valentina», incluidas en el álbum de banda sonora de la película La cucaracha. En 1958, salió a la venta su primer álbum de estudio para Musart, Flor Silvestre. Musart tiene más de 300 grabaciones de Flor Silvestre, la gran mayoría disponibles en formato digital desde 2008.
En sus primeras grabaciones, en los estudios de Discos Columbia, cantó con los mariachis de Gilberto Parra y Rubén Fuentes. Cuando grabó para RCA Víctor, la acompañó el famoso Mariachi Vargas de Tecalitlán. En los estudios de Discos Musart, grabó con varios mariachis: México, Zapopan, Los Mensajeros, Internacional, Guadalajara y Oro y Plata.
También ha colaborado con el Trío Los Albinos y con los guitarristas Benjamín «Chamín» Correa y Antonio Bribiesca.

### Álbumes de estudio
| Año  | Título                                                     | Compañía discográfica    | Número de catálogo |
| ---- | ---------------------------------------------------------- | ------------------------ | ------------------ |
| 1959 | Flor Silvestre                                             | Discos Musart            | 481                |
| 1963 | Flor Silvestre con el Mariachi México                      | Discos Musart            | 771                |
| 1964 | Flor Silvestre con el Mariachi México, vol. 2              | Discos Musart            | 871                |
| 1964 | La sentimental Flor Silvestre                              | Discos Musart            | 898                |
| 1965 | La acariciante voz de Flor Silvestre                       | Discos Musart            | 1071               |
| 1966 | Celosa con Flor Silvestre y otros éxitos                   | Discos Musart            | 1174               |
| 1967 | Boleros rancheros con la acariciante voz de Flor Silvestre | Discos Musart            | 1212               |
| 1967 | Flor Silvestre, vol. 6                                     | Discos Musart            | 1310               |
| 1968 | Flor Silvestre, vol. 7                                     | Discos Musart            | 1390               |
| 1968 | Flor Silvestre, vol. 8                                     | Discos Musart            | 1417               |
| 1970 | Amor, siempre amor                                         | Discos Musart            | 1470               |
| 1970 | Flor Silvestre y las canciones de sus tríos favoritos      | Discos Musart            | 1511               |
| 1971 | Las noches las hago días                                   | Discos Musart            | 1519               |
| 1972 | Una gran intérprete y dos grandes compositores             | Discos Musart            | 1557               |
| 1972 | La voz que acaricia                                        | Discos Musart            | 1571               |
| 1972 | Canciones con alma                                         | Discos Musart            | 1602               |
| 1973 | La onda norteña de Flor Silvestre                          | Discos Musart            | 1613               |
| 1974 | Aquella                                                    | Discos Musart            | 1628               |
| 1974 | Con todo mi amor a mi lindo Puerto Rico                    | Discos Musart            | 1643               |
| 1975 | La sentimental Flor Silvestre                              | Discos Musart            | 1659               |
| 1975 | Y yo                                                       | Discos Musart            | 1675               |
| 1976 | La basurita                                                | Discos Musart            | 1692               |
| 1977 | Arrullo de Dios                                            | Discos Musart            | 1709               |
| 1978 | Ahora sí va en serio                                       | Discos Musart            | 1742               |
| 1985 | Flor Silvestre cantando norteño                            | Discos Musart            |                    |
| 1988 | No te pido más                                             | Discos Musart            | 90018              |
| 1989 | 15 éxitos con banda: Flor Silvestre, vol. 1                | Discos Musart            | EM2079             |
| 1991 | Flor Silvestre con tambora                                 | Discos Musart            | 90083              |
| 1994 | Me regalo contigo                                          | Discos Musart            | 1076               |
| 2010 | Soledad: canto a mi amado y a su recuerdo                  | Equinoccio (Green Dream) |                    |

### Álbumes recopilatorios
| Año  | Título                                        | Compañía discográfica           | Número de catálogo |
| ---- | --------------------------------------------- | ------------------------------- | ------------------ |
| 1964 | Flor Silvestre canta sus éxitos               | Discos Okeh (CBS)               | 10016              |
| 1964 | Los éxitos de Flor Silvestre                  | Discos Musart                   | DC-1012            |
| 1972 | Los éxitos de Flor Silvestre                  | Discos Musart                   | EDC-1591           |
| 1975 | Flor Silvestre                                | Trébol (Musart)                 | T-10518            |
| 1975 | Flor Silvestre                                | Discos Musart                   | ETDM-10526         |
| 1977 | El disco de oro de Flor Silvestre             | Discos Musart                   | ED-1719            |
| 1979 | Flor Silvestre                                | Discos Musart                   | EDC-1754           |
| 1984 | 15 éxitos                                     | Discos Musart                   | TTV-1012           |
| 1997 | 15 éxitos, vol. 2                             | Discos Musart                   | 137                |
| 1998 | 15 grandes éxitos                             | Discos Musart                   | 2048               |
| 2003 | Colección de oro: Flor Silvestre con mariachi | Discos Musart                   | 2890               |
| 2009 | Joyas musicales: Flor Silvestre               | Discos Musart                   |                    |
| 2015 | Mexicanísimo: Flor Silvestre                  | Sony Music Latin                | 5090642            |
| 2016 | Serie del recuerdo: Flor Silvestre            | Sony Music Entertainment México |                    |

## Filmografía
Flor Silvestre participó en más de setenta largometrajes, casi siempre como estrella principal y en algunas ocasiones como actriz secundaria o artista invitada. Su carrera cinematográfica abarcó varios géneros, entre ellos la comedia ranchera, el drama rural, el western mexicano, el cine de terror, la comedia urbana y el drama revolucionario. Protagonizó estas películas de la época de oro: 
- Primero soy mexicano (1950)
- El tigre enmascarado (1951)
- El lobo solitario (1952)
- La justicia del lobo (1952)
- Vuelve el lobo (1952)
- La huella del chacal (1956)
- Rapto al sol (1956)
- El bolero de Raquel (1957)
- El jinete sin cabeza (1957)
- La justicia del gavilán vengador (1957)
- La cabeza de Pancho Villa (1957)
- Los muertos no hablan (1958)
- ¡Paso a la juventud..! (1958)
- Mi mujer necesita marido (1959)
- Kermesse (1959)
- Tan bueno el giro como el colorado (1959)
- Pueblo en armas (1959)
- El hombre del alazán (1959)
- El ciclón (1959)
- Escuela de verano (1959)
- ¡Quietos todos! (1959)
- El gran pillo (1960)
- Dos locos en escena (1960)
- Las hermanas Karambazo (1960)
- Poker de reinas (1960)
- Las tres coquetonas (1960)
- Vivo o muerto (1960)
- De tal palo tal astilla (1960)
- Los fanfarrones (1960)
- ¡Viva la soldadera! (1960)
- Luciano Romero (1960)
- Juan sin miedo (1961)
- Ánimas Trujano (1962)
- La venganza de la sombra (1962)
- La trampa mortal (1962)
- Aquí está tu enamorado (1963)
- Tres muchachas de Jalisco (1964)
- El revólver sangriento (1964)
- Escuela para solteras (1965)
- El rifle implacable (1965)
- Alma llanera (1965)
- El tragabalas (1966)
- El alazán y el rosillo (1966)
- Caballo prieto azabache (1968)
- El as de oros (1968)
- Lauro Puñales (1969)
- El ojo de vidrio (1969)
- Vuelve el ojo de vidrio (1970)